# Isanthrene machile
Isanthrene machile är en fjärilsart som beskrevs av Herrich-Schäffer 1854. Isanthrene machile ingår i släktet Isanthrene och familjen björnspinnare. Inga underarter finns listade i Catalogue of Life.